# Giuditta di Turingia
Giuditta di Turingia (Wartburg, 1135 circa – 9 settembre dopo il 1174), appartenente alla dinastia Ludovingia, fu regina consorte della Boemia dal 1158 al 1172 come seconda moglie del re Vladislao II. Fu la seconda regina di Boemia dopo Świętosława di Polonia, moglie del re Vratislao II, che ricevette il titolo nel 1085.

## Matrimonio
Giuditta era la figlia del langravio Ludovico I di Turingia († 1140) e di sua moglie Edvige di Gudensberg, appartenente alla dinastia di Giso. Crebbe alla corte del langraviato di Turingia, nel castello di Wartburg. Nel 1153 venne data in sposa al duca Vladislao II di Boemia, tre anni dopo la morte della sua prima moglie Gertrude di Babenberg. La motivazione principale per l'organizzazione del matrimonio era che Giuditta, da parte del fratello e langravio Ludovico II e sua moglie Giuditta di Hohenstaufen, era imparentata con il nuovo re tedesco della dinastia Hohenstaufen Federico Barbarossa. Al momento del matrimonio, Giuditta aveva circa diciotto anni; lui invece 15-20 anni di età. 
Probabilmente nel 1155, due anni dopo il matrimonio, Giuditta diede alla luce il primo figlio. In epoca medievale i nomi dei bambini venivano scelti principalmente dalle madri, quindi probabilmente fu idea di Giuditta chiamare il figlio Přemysl in onore del leggendario fondatore della dinastia Přemyslide.

## Regina Giuditta

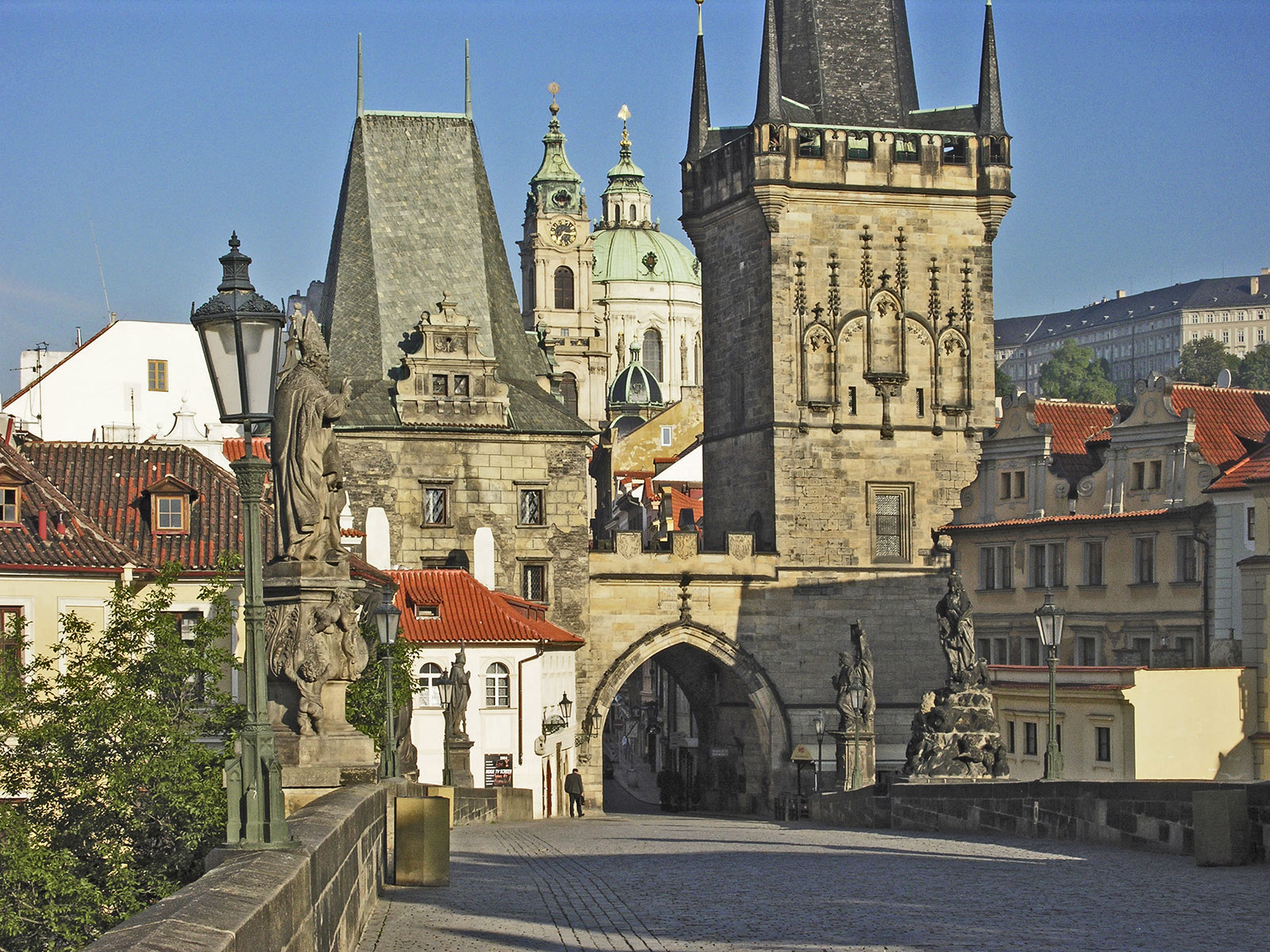
La torre di Giuditta (a sinistra), Ponte Carlo

Un cronista scrisse di Giuditta, che era di grande bellezza e intelletto, e che conosceva il latino e la politica. Si dice che abbia spesso sostituito Vladislao II in sua assenza. Quando quest'ultimo ottenne il titolo reale dall'imperatore Federico e fu incoronato re di Boemia nel 1158, Giuditta divenne regina consorte. La sua incoronazione non è in realtà documentata, ma le cronache la definiscono regina. 
Durante il regno di Vladislao II, fu costruito un nuovo ponte sul fiume Moldava a Praga intorno al 1160, dove oggi sorge il famoso ponte Carlo. Fu il primo ponte di pietra in Europa centrale e in onore della regina fu chiamato ponte di Giuditta. Spazzato via da un'alluvione del 1342, sono ancora visibili i resti di alcuni pilastri e archi, così come la torre del ponte (Juditina věž) sulla riva del Malá Strana. 
Nella lotta per il trono di Praga, Giuditta sostenne le pretese ereditarie di suo figlio Přemysl/Ottocaro; tuttavia, il duca Vladislao nominò il fratellastro Federico suo successore. Quando suo marito alla fine abdicò nel 1172, sua moglie lo seguì in esilio in Turingia. Vladislao morì due anni dopo nel castello di Meerane. 
Non si sa dove morì Giuditta, ma i suoi resti furono trovati nell'ex monastero benedettino di Teplice, che aveva fondato intorno al 1160. Secondo lo storico Emanuel Vlček, morì verso il 1210 all'età di 75 anni, vivendo abbastanza a lungo da vedere il regno florido del figlio maggiore.

## Figli
- Ottocaro I (1155 circa  - 1230), duca di Boemia nel 1192/93 e di nuovo dal 1197, divenne re di Boemia nel 1198, primo di una linea ereditaria;
- Vladislao III Enrico (1160 circa  - 1222), duca di Boemia nel 1197, margravio di Moravia dal 1197 fino alla sua morte;
- Richeza ( † 1182), che sposò Enrico I di Mödling, figlio minore del duca Enrico II d'Austria.

## Ascendenza
|                              |   |                                     | Genitori                           |  |  | Nonni |  |  | Bisnonni         |  |  | Trisnonni |  |
|                              |   |                                     |                                    |  |  |       |  |  | Luigi il Barbuto |  |  | …         |  |
|                              |   |                                     |                                    |  |  |       |  |  | Luigi il Barbuto |  |  | …         |  |
|                              |   | …                                   |                                    |  |  |       |  |  | Luigi il Barbuto |  |  |           |  |
| Luigi il Saltatore           |   |                                     |                                    |  |  |       |  |  | Luigi il Barbuto |  |  |           |  |
|                              |   | Cecilia di Sangerhausen             | Bertoldo di Sangerhausen           |  |  |       |  |  |                  |  |  |           |  |
|                              |   | Cecilia di Sangerhausen             | Bertoldo di Sangerhausen           |  |  |       |  |  |                  |  |  |           |  |
|                              |   | Cecilia di Sangerhausen             | Gisella di Brunswick               |  |  |       |  |  |                  |  |  |           |  |
| Ludovico I di Turingia       |   | Cecilia di Sangerhausen             |                                    |  |  |       |  |  |                  |  |  |           |  |
|                              |   | Lotario Udo II della marca del Nord | Lotario Udo I della marca del Nord |  |  |       |  |  |                  |  |  |           |  |
|                              |   | Lotario Udo II della marca del Nord | Lotario Udo I della marca del Nord |  |  |       |  |  |                  |  |  |           |  |
|                              |   | Lotario Udo II della marca del Nord | Adelaide di Rheinfelden            |  |  |       |  |  |                  |  |  |           |  |
| Adelaide di Stade            |   | Lotario Udo II della marca del Nord |                                    |  |  |       |  |  |                  |  |  |           |  |
|                              |   | Oda di Werl                         | Ermanno III di Werl                |  |  |       |  |  |                  |  |  |           |  |
|                              |   | Oda di Werl                         | Ermanno III di Werl                |  |  |       |  |  |                  |  |  |           |  |
|                              |   | Oda di Werl                         | Richenza di Svevia                 |  |  |       |  |  |                  |  |  |           |  |
| Giuditta di Turingia         |   | Oda di Werl                         |                                    |  |  |       |  |  |                  |  |  |           |  |
|                              | … | …                                   |                                    |  |  |       |  |  |                  |  |  |           |  |
|                              | … | …                                   |                                    |  |  |       |  |  |                  |  |  |           |  |
|                              | … | …                                   |                                    |  |  |       |  |  |                  |  |  |           |  |
| Giso IV, conte di Gudensberg | … |                                     |                                    |  |  |       |  |  |                  |  |  |           |  |
|                              |   | …                                   | …                                  |  |  |       |  |  |                  |  |  |           |  |
|                              |   | …                                   | …                                  |  |  |       |  |  |                  |  |  |           |  |
|                              |   | …                                   | …                                  |  |  |       |  |  |                  |  |  |           |  |
| Edvige di Gudensberg         |   | …                                   |                                    |  |  |       |  |  |                  |  |  |           |  |
|                              |   | Ruggero II di Bilstein              | …                                  |  |  |       |  |  |                  |  |  |           |  |
|                              |   | Ruggero II di Bilstein              | …                                  |  |  |       |  |  |                  |  |  |           |  |
|                              |   | Ruggero II di Bilstein              | …                                  |  |  |       |  |  |                  |  |  |           |  |
| Cunegonda di Bilstein        |   | Ruggero II di Bilstein              |                                    |  |  |       |  |  |                  |  |  |           |  |
|                              |   | …                                   | …                                  |  |  |       |  |  |                  |  |  |           |  |
|                              |   | …                                   | …                                  |  |  |       |  |  |                  |  |  |           |  |
|                              |   | …                                   | …                                  |  |  |       |  |  |                  |  |  |           |  |
|                              |   | …                                   |                                    |  |  |       |  |  |                  |  |  |           |  |